# Szikszay János
Szikszay János (Fokszabadi, 1803. október 13. – Nagyigmánd, 1849. július 12.) református lelkész, az 1848–49-es forradalom és szabadságharc mártírja. Egyes források a vezetéknevét Szikszai-ként említik illetve a születését 1799-re teszik.

## Életrajz
Id. Szikszay János református lelkész és esperes és Balogh Eszter negyedik gyermekeként született. 11-en voltak testvérek, de többen  gyermekkorukban meghaltak. Követve a családi tradíciót ő is református lelkész lett.
Először Fokszabadiban 1835-ig, majd 1838-ig Kiskovácsiban, végül haláláig Csákberényben volt lelkész. 1836. május 8-án elvette Sörös Máriát. 3 gyermekük született. 1849. július 12-én Nagyigmándon Haynau rögtönítélő bírósága halálra ítélte, és kivégezték. Családjához csak átlőtt véres mellénye került vissza.

## Kivégzésének története
A mindössze huszonhét esztendős Mansbart Antal római katolikus plébános, és a negyvenhat éves Szikszay János református lelkész, Csákberényben végezték hivatásukat, ami a község szellemiségét alapvetően meghatározta. A helyi lakosság és Lamberg Rudolf gróf uradalmának alkalmazottai több ízben összezördültek 1848-1849-ben. A lakosok korlátlanul vadásztak az uradalom erdeiben, mire az ottani vadászok puskatűzzel igyekeztek távol tartani a hívatlan vendégeket. Ennek eredményeként a főkolomposokat mindkét részről bevitték a megyei börtönbe. A lakosság folyamatosan fenyegette a császári érzelmű tisztviselőket, akik közül a fővadászt, a jegyzőt és a kántortanítót 1849-ben rövid időre be is zárták a székesfehérvári börtönbe. Hasonló sorsra jutott egy harcias özvegy is, aki Szikszai feleségével ellentétben Kossuthtal szemben foglalt állást. Amikor 1849 júliusában a császári alakulatok elfoglalták a móri járást, Csákberényt tartották a legrosszabb szellemű településnek, a két lelkészt pedig különösképpen megbízhatatlannak. Július 11-én hajnalban letartóztatták őket és Mórra, majd másnap hajnalban Nagyigmándra kísérték a két foglyot.
Winyewski százados, a 30. Nugent gróf sorezred főtisztje Schütte altábornagynak küldött, 1849. július 11-én kelt jelentésében a következőkben marasztalta el a letartóztatottakat: „Mind a katolikus plébános, mind pedig a református lelkész Csákberényen a népfelkelésről prédikáltak, az egyházközségeket folyamatosan izgatták a császári kormány ellen, sőt követelték, hogy ha a császári katonaság megérkezne, akkor ők maguk más fegyverek híján kövekkel üssék agyon őket.”
A két papot Hub István fővadász, Buder Endre csákberényi jegyző és Axmann József kántortanító jelentette föl, akik 1849-ben rövid ideig császári érzelmeik miatt börtönben ültek. Haynau a nagyigmándi főhadiszálláson még július 12-én délelőtt jóváhagyta a két halálos ítéletet egy meglehetősen hosszúra sikerült indoklás keretében, amelyben a már ismertetett tényállás mellett megemlíti, hogy a népfelkelés ténylegesen létezett, illetve hogy a vádat hiteles tanúk is alátámasztották. Így azután „elrettentő példa gyanánt” megerősítette a két lelkész golyó általi kivégzését. A lövések pontban fél tizenkettőkor dördültek el.
A különben meglehetősen császári beállítottságú helybeli plébános, Mester István a következőket jegyezte fel e szomorú eseményről: „A református lelkész Komáromba menekülvén, háza üresen maradt, ezért a cs. kir. katonaság által fogháznak használtatott. Igen sokan, többnyire polgári rangból voltak ott elcsukva. Július 12-én korán reggel hozattak oda Manszbarth Antal csákberényi plébános és Szikszay János csákberényi ref. lelkész. Kik rögtön halálra ítéltetvén még aznap 12 órára főbe lövettek. Nekem jutott azon nehéz kötelesség, a szegény plébánost halálra előkészíteni és végső óráiban vigasztalni. A plébános 27, a református lelkész 50 éves volt. Eleget könyörögtem Haynau előtt ezekért, de mind haszontalan volt…”
A kivégzett tetemek napestig a tűző napon hevertek, így ellepték őket a legyek. Mester István csak este kapott arra engedélyt, hogy paptestvérét minden szertartás nélkül (!) elföldelhesse. A kivégzett plébános megrendítő tanúságot tett hitéről, amikor végrendeletébe – többek között – az alábbiakat jegyezte fel: „…ártatlanul halok meg – ellenségeimnek szívből megbocsátok és hiszem, az Isten irgalmas lészen szegény lelkemnek. Édes szülőim! Testvérjeim! Rokonim! Bocsás[s]anak és imádkozzanak érettem!”
"1849. július 12-én hurcolták be a nagyigmándi "főhadiszállás" (a Komáromba menekült református lelkész háza) udvarába Csákberény község két lelkipásztorát. A két egyházfi megrökönyödve állott a rohamléptekben felállított "rögtönítéleti bíróság" három tagja előtt. A tárgyalás alig tíz mondat hosszáig tartott.
Az ítélet: kötél általi halál – "… fent nevezettek bűnösnek találtattak felségsértés bűntettében …", mivel az "… év májusában mindketten lelkészi minőségükben templomi nyilvánosság előtt hirdették ki a lázadó kormányzat debreceni detronizáló nyilatkozatát …". Az ítélet kihirdetése után Susan vezérőrnagy felolvasta a kegyelmezési kérelemre írt haynau-i választ: "… Kihirdetendő és azonnal végrehajtandó …" Ahogy azt Susan gúnyosan megjegyezte a némán álló lelkészeknek: "… Önök tehát részesei őexcellenciája legmagasabb kegyelmezésének …" Így a kötél általi halálos ítélet puskapor és golyó általi azonnal végrehajtandó ítéletre módosult.
Az igmándi egyházi képviselők kegyelemért tett közbenjárása nem járt eredménnyel sem Susannál, sem Haynaunál. Haynau táborszernagy kegyetlensége csak kissé mérséklődött, mikor engedte, hogy eltemetthessék a halálraítélteket, de csak az este beállta után, szertartás, s koporsó nélkül.
Az osztrák katonai vezetés nem is várt a végrehajtással, még július 12-én dél tájban sortűz elé állították a két csákberényi lelkészt. Miután azok megírták utolsó soraikat, tiszta arccal és tiszta lélekkel álltak a puskák elé.
A sortűz nem tévesztett, a két lelkész halottan dőlt a vérben ázó igmándi földre. Lélekben összeölelkezve, egymás testvéreiként mentek el, akik csak azt tették, amit szívük és eszük diktált.
A két élettelen testet közszemlére téve, a parókia kertjébe vitte két falubeli cigányember, akik feladatul kapták, hogy este visszatérve, a temetőben földeljék el azokat.
A forró nyári délutánon közszemlére kitett holttesteken Fehér Dánielné – a parancs ellenére – megkönyörült, és saját fehér kendőjével takarta le a papok arcát. Az osztrák katonák észrevették a tiltott cselekedetet, és kocsiderékhoz kötve megkorbácsolták az idős asszonyt, aki kis híján belehalt a verésbe.
Eljött az éjszaka és Mester István katolikus plébános és néhány falubeli a parancs értelmében eltemette a mártírhalált halt csákberényi lelkészeket. Koporsó és szertartás nélkül, jelöletlen sírba tették őket. A katolikus lelkész hazaérve, titokban, egyedül a templomban gyászmisét tartott a lelkésztársak emlékére.
Igmándon azon az éjjelen bizonyosan csodadolog történt: "… Az éjszaka sűrű homályában valakik titokban a sírokat beborították tűzpiros rózsával…"
Csákberénybe még azon a bizonyos délutánon ért egy igmándi hírvivő, aki a vitte a szörnyű hírt. A harangozási tilalom ellenére megszólaltak a kis hegyi falu harangjai, az emberek ünnepi viseletbe öltözve mentek a megárvult templomaikba atyáik lelkéért imádkozni. 1849. július 12-én, egy rövid napra összekapcsolódott két dunántúli falu történelme, és azóta elválaszthatatlanul összetartozik – bár ne így lett volna…"

## Emlékezete
- 1908-ban Nagyigmándon emlékoszlopot, egy fekete márvány obeliszket emeltek, a református templom mellett a Vértanúk terén, ő és Mansbart Antal tiszteletére.
- Minden évben július 12-én, kivégzésük napjának évfordulóján emlékezik meg Nagyigmánd a két csákberényi papról.
- 1985-ben Sobor Antal kisregénye, a Perelj, Uram! állított emléket neki és mártírtársának.
- 1999-ben Csákberényben felavatták az 1848–49-es forradalom két csákberényi mártírjának (Mansbarth Antal katolikus plébános és Szikszay János református lelkész) halálának 150. évfordulójára emelt emlékművet (Máhr Ferenc alkotása). Minden év július 12-höz legközelebb eső vasárnapját szentelik a csákberényiek két hős papjukra való megemlékezésre.
- 2009-ben a csákberényi önkormányzat posztumusz díszpolgári címet adományozott nekik.
- 2021-ben emléket állított vértanúságának az Ítélet és kegyelem című film.